# قار (پزشک)
قار (انگلیسی: Qar) یک پزشک سلطنتی در دوران دودمان ششم مصر باستان بود.
مقبرهٔ او در سال ۲۰۰۱ میلادی توسط «عادل حسین» در شمالِ هرم سخم‌خت کشف کرد. او در سن ۵۰ سالگی درگذشته بود و بقایای مومیایی شدهٔ جنازهٔ او در دسامبر ۲۰۰۶ توسط باستان‌شناسان در درون مصطبهاش واقع در سقاره یافت شد. همچون بسیاری از مقبره‌های سقاره، گور او هم چندین بار مورد استفادهٔ مجدد واقع شده بود.
در درون تابوت او چند ابزار از جنس مفرغ و مس به‌دست آمده که در برخی منابع از آنها به‌عنوان وسایل جراحی یاد شده است و حتی گفته شد که این ابزار، احتمالاً قدیمی‌ترین وسایل جراحی در جهان است. با این حال یک‌چنین وسایلی در مقبره‌های بسیاری از پادشاهی‌های باستان یافت شده است و کارکرد متفاوتی برای آنها بیان شده است و اصطلاحاً به آنها «Model Tool» گفته می‌شود.
علاوه بر ابزار یادشده، ۲۲ مجسمهٔ مفرغی در اَشکال گوناگون یافت شد که هر یک، نمایانگر خدایان مختلف بود؛ از جمله پتاح، هارپوکراتس و ایزیس. یک مجسمهٔ کوچک از ایمهوتپ، پزشک، مهندس و سازندهٔ هرم جوزر نیز در میان مجسمه‌های کشف‌شده بود.
مومیایی وی و محتویات بدست‌آمده در قبرش، هم‌اکنون در «موزه ایمهوتپ» در سقاره نگهداری می‌شود.